# Jean-Baptiste Trystram (homme politique, 1821-1906)
Pour les articles homonymes, voir Jean-Baptiste Trystram et Trystram.
Jean-Baptiste Trystram, né le 9 janvier 1821 à Ghyvelde (Nord) et mort le 25 novembre 1906 à Dunkerque (Nord), est un industriel et homme politique français.

## Biographie
La carrière politique de Jean-Baptiste Trystram est atypique. Fils d'un modeste douanier, il quitte l'école dès l'âge de 10 ans et c'est comme autodidacte qu'il parfait son instruction. Il exerce diverses professions avant de devenir courtier en assurances. En 1843, il épouse la fille d'un maître maçon.
Doué d'un étonnant sens du commerce, il se lance dans le négoce agricole et amasse de solides économies qu'il réinvestit dans le commerce du bois puis dans le raffinage du pétrole. Il fonde avec Louis Crugeot une maison d'importation des bois de Scandinavie, complétée d'une scierie mécanique en 1856. Ils montent également une raffinerie d'huiles de pétrole.
Dès 1848, il participe aux luttes du parti républicain et tisse un réseau de relations qui lui permettent d'entamer une carrière politique. Il appartient également aux milieux influents de la franc-maçonnerie.
Républicain de la première heure, cet industriel est nommé sous-préfet de Dunkerque.
De 1871 à 1892, il siège au conseil général du Nord  dont il est nommé vice-président à plusieurs reprises. Président de la Chambre de commerce et d'industrie de Dunkerque, il s'attache tout particulièrement au développement du port et assoit sa notoriété.
En 1876, il entre à la Chambre des députés. Lors de la crise du 16 mai 1877, il est l'un des 363 députés qui s'opposent au gouvernement de Broglie. Aux élections d'octobre 1877, après une campagne électorale virulente, il échoue. Mais cette dernière élection est invalidée et il retrouve son siège dès 1878. Il s'implique dans la vie parlementaire et privilégie les questions commerciales et maritimes. Réélu en 1881, il est battu en 1885 mais retrouve son mandat en 1886 à la faveur d'une partielle. Battu aux législatives de 1889 par un candidat boulangiste, il est élu sénateur en 1892. Grand notable républicain, il se spécialise de plus en plus dans les questions commerciales et maritimes et siège dans les rangs de l'Union républicaine et de la Gauche démocratique. Réélu en 1897, il démissionne en 1905 pour raisons de santé. L’un de ses fils, son homonyme, recueille l’héritage politique paternel et lui succède au Sénat.
Autodidacte, J.B. Trystram est devenu, par son opiniâtreté et un sens inné du commerce, l’une des grandes figures bourgeoises et républicaines du département du Nord. Conscient de l'intérêt de développer le port, il emploie ses mandats de député puis de sénateur à obtenir les textes législatifs et réglementaires pour obtenir les crédits nécessaires à l'extension du port dans le dernier quart du XIXe siècle.
Le nom de cet industriel et homme politique flotte encore aujourd'hui sur Dunkerque et sur son port ; sa statue redorée en 2000 a pris place devant la Chambre de commerce où lui et son fils Jean-Baptiste Trystram ont eu comme principaux objectifs de constituer et de défendre le troisième port de France.
Il devait décéder le 25 novembre 1906 en son domicile 25, rue de l'Abreuvoir à Dunkerque, puis inhumé au cimetière du dit-lieu.

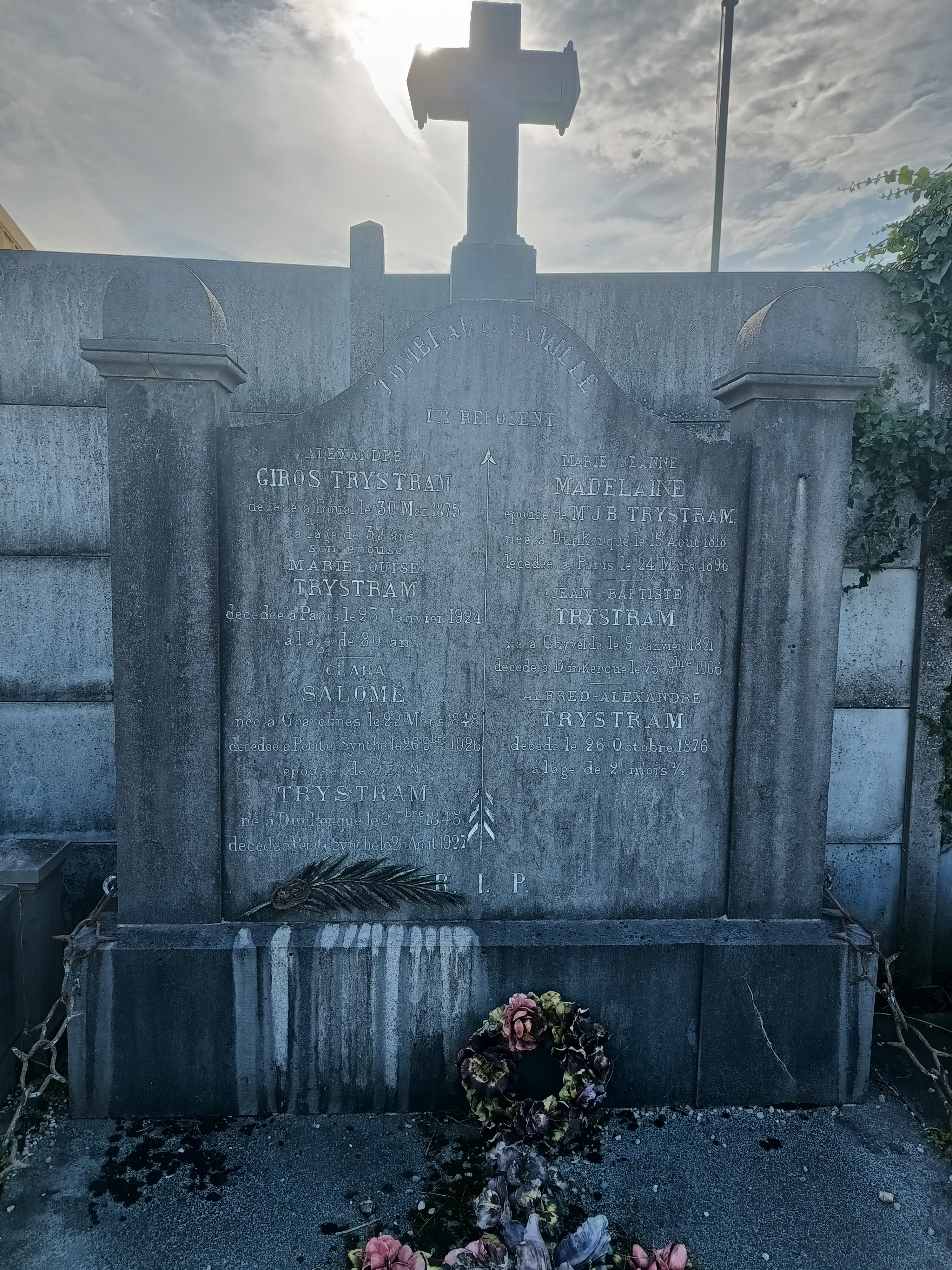
Tombe de Jean-Baptiste Trystram au cimetière de Dunkerque.

## Hommage
- Une statue de Jean-Baptiste Trystram est érigée place du Minck à Dunkerque le 24 juin 1911 déplacée après la Seconde Guerre mondiale, elle se trouve depuis le 28 septembre 2000 sur le terre-plein Guillain[9].
- Un Boulevard de Dunkerque-Malo-les-Bains porte son nom depuis le 28 novembre 1967[10].
- La principale écluse du Port de Dunkerque porte son nom depuis le 12 septembre 1896.
- Une rue de Saint-Pol-sur-Mer porte son nom[11].
- Un Boulevard de Leffrinckoucke porte son nom depuis septembre 1901[12].

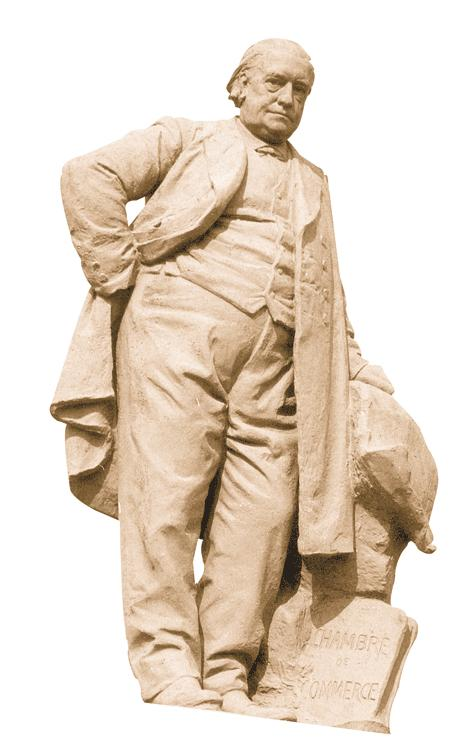
Statue de Jean-Baptiste Trystram
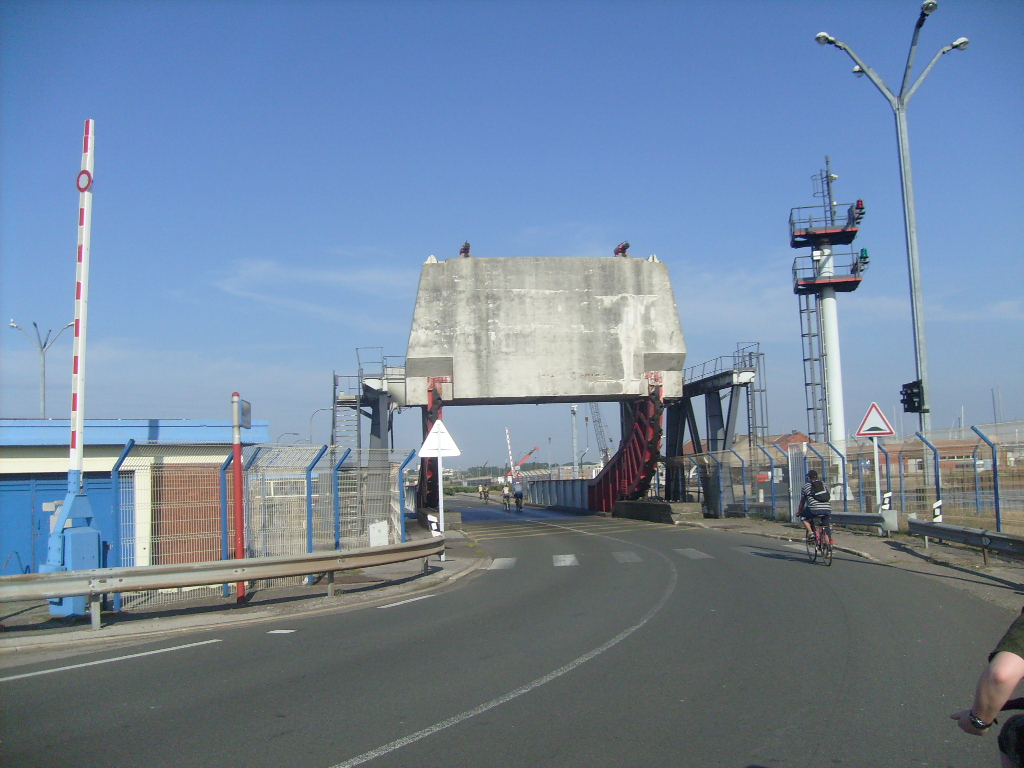
Pont et écluse Trystram sur le port de Dunkerque
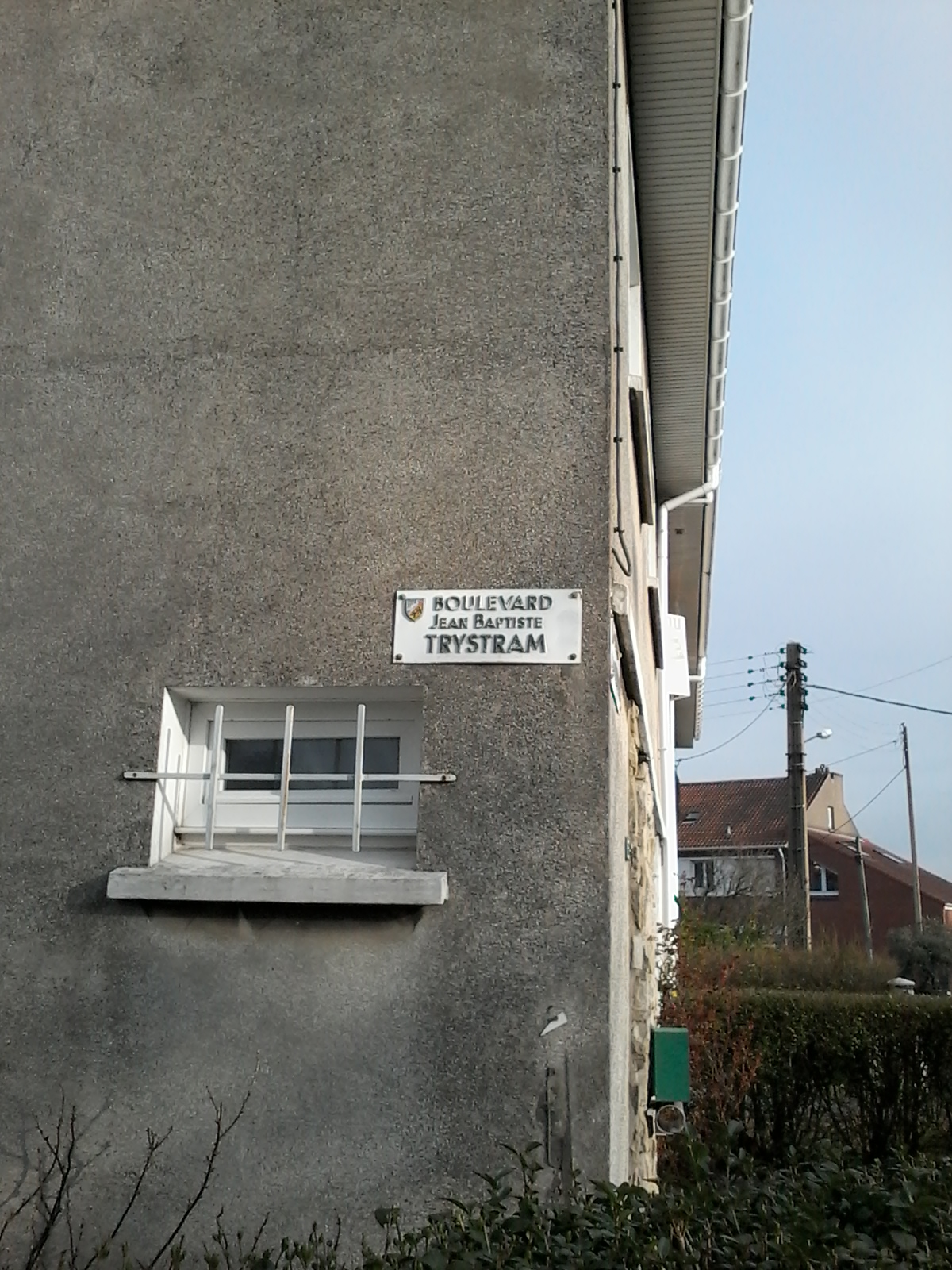
Plaque de rue à Leffrinckoucke